# Ledanca
Ledanca è un comune spagnolo di 102 abitanti situato nella comunità autonoma di Castiglia-La Mancia.